# 張宗孔 (萬曆進士)
張宗孔（1558年—？），字時中，號泗濱，山東兖州府滕縣籍浙江衢州府龙游县人，明朝政治人物。

## 生平
萬曆十九年（1591年）辛卯科山東鄉試第四十五名舉人。萬曆二十年（1592年），登壬辰科會試第四十二名，第二甲第三十六名進士。户部觀政，授工部主事，管修京倉，二十五年八月与行人汪若霖主考广西乡试，二十六年歷升员外郎、郎中，管通惠河道，本年調管席司，本年升山西平陽府知府，三十三年升易州兵備副使，卒于官。

## 家族
曾祖張儒；祖父張椿；父張珏，贈承德郎工部主事。前母王氏；母范氏。封太安人。慈侍下。